# Венецианская биеннале
Венецианская биеннале (итал. Biennale di Venezia, вен. Bienał de Venèsia) — один из самых известных форумов мирового искусства, международная художественная выставка, проводимая раз в два года с участием международного жюри.

## История
Идея Венецианской биеннале возникла у консула Венеции Риккардо Сельватико в 1893 году. Основой для этого послужил успех однократно проведённой в Венеции в 1887 году Национальной художественной выставки (итал. Esposizione nazionale artistica).
Венецианская биеннале была учреждена в 1895 году как «Международная художественная выставка города Венеции». На первой биеннале были представлены работы художников из 16 стран. Престиж биеннале вскоре достиг международного масштаба, а когда после Второй мировой войны, в 1948 году её регулярное проведение возобновилось, она стала площадкой общепризнанного международного авангарда. В 1930-х годах в рамках биеннале основаны международные фестивали музыки, театра, кино, в 1975 — Международная выставка архитектуры.
Во второй половине XX века Венецианская биеннале сыграла ключевую роль в становлении современного искусства. Художественные явления, представляемые странами-участницами и оценивающиеся международным жюри, вписываются в историю мирового искусства и существенно влияют на направление его развития. Жюри вручает приз за лучший национальный павильон и особо отмечает одного или нескольких художников. Так, в 1964 году приз был вручен Роберту Раушенбергу, что стало одним из важных эпизодов международного признания поп-арта.
В 1968 году во время открытия Венецианской биеннале студенты протестовали против нее с лозунгами "Биеннале капиталистов: Мы сожжем ваши павильоны" и "Нет биеннале, служащей боссам". После столкновений с полицией, ряд известных деятелей культуры, включая Джузеппе Унгаретти и Эмилио Ведова, выступили на площади Сан-Марко в поддержку студентов. Некоторые художники отозвали свои работы, другие выразили протест, повернув картины к стене с надписью "Биеннале — фашистская". Беспорядки повлияли на церемонию открытия и привели к тому, что биеннале 1968 года прошла в приглушенной атмосфере.
Искусство стран-участниц представляется в национальных павильонах, специально выстроенных для этой цели на протяжении XX века видными национальными архитекторами. Помимо этого, во время биеннале проводится Параллельная программа (eventi collaterali) выставок отдельных художников и художественных институций. Тему каждому очередному биеннале задаёт куратор центрального павильона. Эта тема призвана отразить современное состояние искусства. Всем участникам биеннале предлагается так или иначе следовать обозначенной куратором теме. В связи с этим особое внимание профессионалов приковано к выбору главного куратора.
Существует множество свидетельств того, как Биеннале придаёт легитимность архитектурным проектам и предоставляет авторам возможность получать выгодные заказы в городе.  В качестве одного из показательных случаев можно упомянуть 2010 год, когда был представлен проект так называемой реставрации Фонтего-деи-Тедески, здания XVI века, и его преобразования в элитный торговый центр по проекту Рема Колхаса, который впоследствии стал директором Биеннале в 2014 году.
В 1998 году в устав Биеннале были внесены поправки, позволяющие частным организациям быть членами правления. Паоло Баратта, бывший министр приватизации и бывший министр внешней торговли, был назначен президентом.
С 2014 года Rolex является эксклюзивным партнёром Венецианской биеннале архитектуры, что стало кульминацией процесса передачи влияния частному сектору.  Среди приглашенных архитекторов постоянно фигурируют те, кто работает с Rolex: Кадзуё Сэдзима (директор биеннале в 2010 году) и Дэвид Чипперфильд (директор в 2012 году). В 2023 году Rolex построил собственный павильон на территории биеннале, что символизирует влияние компании, сравнимое с национальными государствами. Рекламный слоган Rolex "Rolex никогда не изменит мир, мы оставляем это людям, которые их носят"  иллюстрирует контроль,  который крупные корпорации установили над творческим процессом.
С 2020 года президентом Венецианской биеннале является Роберто Чикутто.

## Хронология биеннале
| Номер | Год  | Подробности проведения и куратор |
| ----- | ---- | --- |
| 1     | 1895 | |
| 2     | 1897 | |
| 3     | 1899 | |
| 4     | 1901 | |
| 5     | 1903 | |
| 6     | 1905 | |
| 7     | 1907 | |
| 8     | 1909 | |
| 9     | 1910 | Биеннале была перенесена на год раньше. |
| 10    | 1912 | |
| 11    | 1914 | |
| 12    | 1920 | |
| 13    | 1922 | |
| 14    | 1924 | |
| 15    | 1926 | |
| 16    | 1928 | |
| 17    | 1930 | |
| 18    | 1932 | |
| 19    | 1934 | |
| 20    | 1936 | |
| 21    | 1938 | |
| 22    | 1940 | |
| 23    | 1942 | |
| 24    | 1948 | Первая послевоенная биеннале. |
| 25    | 1950 | |
| 26    | 1952 | |
| 27    | 1954 | |
| 28    | 1956 | |
| 29    | 1958 | |
| 30    | 1960 | |
| 31    | 1962 | |
| 32    | 1964 | |
| 33    | 1966 | |
| 34    | 1968 | |
| 35    | 1970 | |
| 36    | 1972 | |
| 37    | 1976 | Первая биеннале с общей темой. Куратор — Джермано Челант (Germano Celant). |
| 38    | 1978 | Тема: «От природы к искусству, от искусства к природе». Кураторская группа во главе с Акилле Бонито Олива (Achille Bonito Oliva). |
| 39    | 1980 | |
| 40    | 1982 | Тема: «Искусство как искусство: продолжительность произведения». Куратор — Жан Клер (Jean Clair). Художественный руководитель — Sisto Dalla Palma |
| 41    | 1984 | Тема: «Искусство и искусства: сейчас и в истории» («Arte e Arti. Attualità e Storia»/«Art and the arts. Now and in history»). Куратор — Маурицио Кальвези, сокуратор — Мариза Весково (Marisa Vescovo). Выставка делилась на две части — «Искусство в зеркале» («Arte alto Specchio»/«Art in the Mirror») и «Искусство, среда, сцена» («Arte, ambiente, scena»/«Art, environment, stage»). |
| 42    | 1986 | Тема: «Искусство и наука» («Art and Science»). Куратор — Маурицио Кальвези. |
| 43    | 1988 | Тема: «Место художника» («The Place of the Artist»). Куратор — Джованни Каранденте. |
| 44    | 1990 | Выставка не имела темы. Куратор — Джованни Каранденте. |
| 45    | 1993 | Куратор — Акилле Бонито Олива (Achille Bonito Oliva) |
| 46    | 1995 | 100-летие биеннале. |
| 47    | 1997 | Куратор — Джермано Челант (Germano Celant) |
| 48    | 1999 | Выставка распространилась на территорию Арсенале. Куратор — Харальд Зееман (Harald Szeemann) |
| 49    | 2001 | Тема: «Плато человечества». Куратор — Харальд Зееман |
| 50    | 2003 | Тема: «Мечты и конфликты». Куратор — Франческо Бонами (Francesco Bonami) |
| 51    | 2005 | Куратор — Мария де Корраль (Maria de Corral) и Роза Мартинес (Rosa Martinez) |
| 52    | 2007 | Тема: «Думай чувствами, чувствуй умом». Куратор — Роберт Сторр (Robert Storr) |
| 53    | 2009 | Тема: «Создавая миры». Куратор — Даниель Бирнбаум (Daniel Birnbaum) |
| 54    | 2011 | Тема: «ИЛЛЮМИнации». Куратор — Биче Куригер (Bice Curiger) |
| 55    | 2013 | Тема: «Энциклопедический дворец». Куратор — Массимилиано Джони (Massimiliano Gioni) |
| 56    | 2015 | Тема: All the World’s Futures «Всё будущее мира» Куратор — Оквуи Энвезор (Okwui Enwezor) |
| 57    | 2017 | Тема: «Viva Arte Viva». Куратор Кристин Масель (Christine Macel) |
| 58    | 2019 | Тема: «May you Live in Interesting Times» («Возможно, вы живете в интересные времена»). Куратор Ральф Ругофф (Ralph Rugoff) |
| 59    | 2022 | Тема: «The Milk of Dreams» («Молоко снов»). Куратор Чечилия Алемани (Cecilia Alemani) |
| 60    | 2024 | Тема: «Foreigners Everywhere» («Иностранцы повсюду»). Куратор Адриано Педроза |

## Русский павильон на биеннале
Русский павильон для Венецианской биеннале был построен в 1914 году на средства Богдана Ханенко, украинского промышленника, мецената и коллекционера, а спроектирован архитектором А. В. Щусевым. СССР принимал участие в Венецианской биеннале до начала 30-х годов, в послевоенное же время возобновил участие только в 1956 году. В 1922, 1938—1954 и 1978—1980 павильон был закрыт. В 1926 и 1936 в Русском павильоне проходили выставки итальянского футуризма, собранные Маринетти.
Выставки в Русском павильоне:

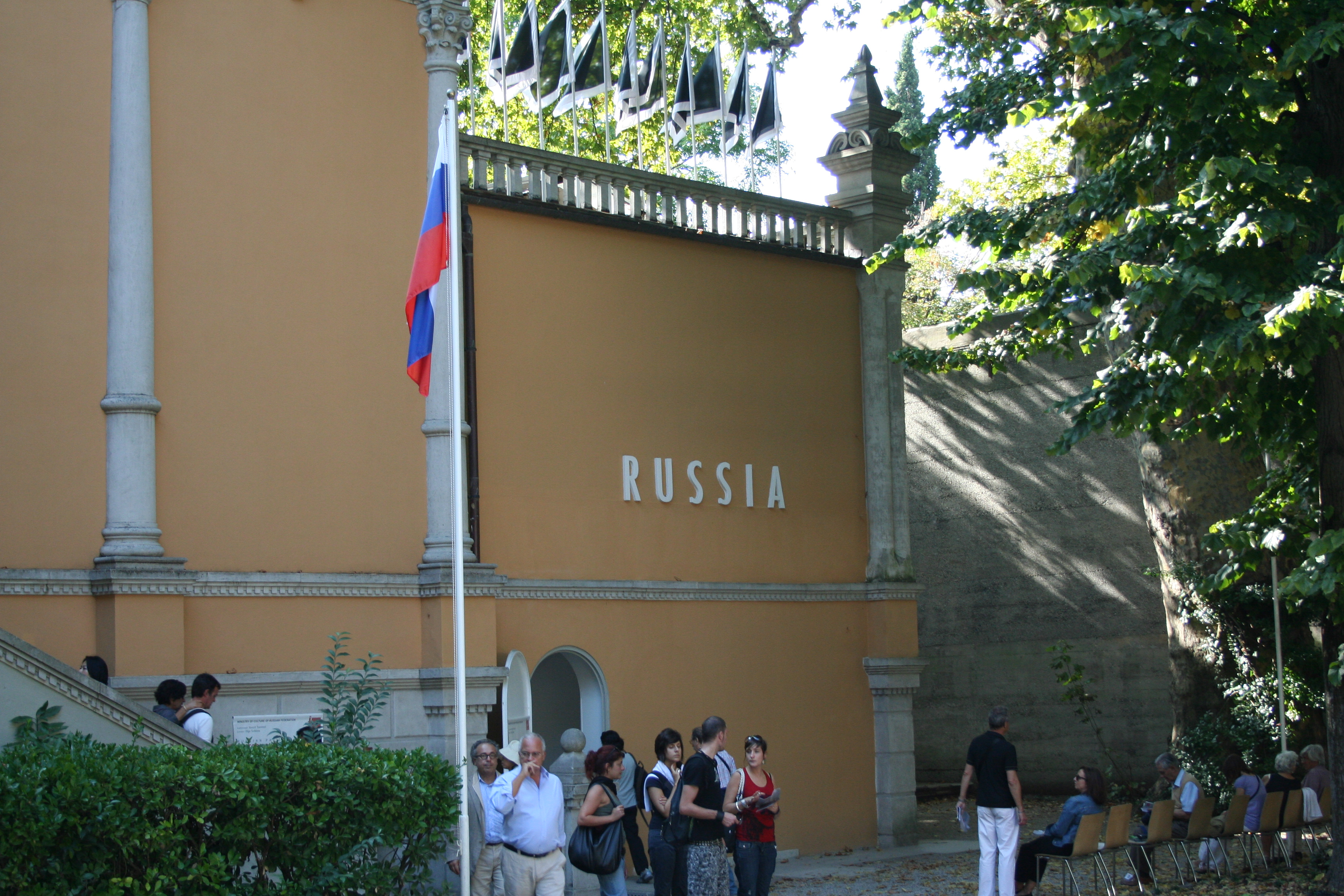
Павильон России на Венецианской биеннале в 2009 году

- 1914 — Групповая выставка 68 художников, среди которых Лев Бакст, Исаак Бродский, Михаил Врубель, Мстислав Добужинский, Борис Кустодиев
- 1920 — Групповая выставка 20 художников, среди которых Александр Архипенко, Марианна Веревкина, Наталья Гончарова, Борис Григорьев, Михаил Ларионов, Дмитрий Стеллецкий, Алексей Явленский
- 1924 — Групповая выставка 97 художников, среди которых Натан Альтман, Лев Бруни, Игорь Грабарь, Борис Кустодиев, Аристарх Лентулов, Казимир Малевич, Михаил Матюшин, Илья Машков, Кузьма Петров-Водкин, Любовь Попова, Надежда Удальцова, Роберт Фальк, Василий Чекрыгин, Сергей Чехонин, Давид Штеренберг, Александра Экстер
- 1928 — Групповая выставка 72 художников, среди которых Натан Альтман, Абрам Архипов, Александр Дейнека, Петр Кончаловский, Елизавета Кругликова, Кузьма Петров-Водкин, Юрий Пименов, Роберт Фальк
- 1930 — Групповая выставка 47 художников, среди которых Александр Дейнека, Александр Лабас, Аристарх Лентулов, Юрий Пименов, Давид Штеренберг
- 1932 — Групповая выставка 49 художников, среди которых Исаак Бродский, Александр Дейнека, Петр Кончаловский, Александр Лабас, Кузьма Петров-Водкин, Юрий Пименов, Давид Штеренберг, Ростислав Барто
- 1934 — Групповая выставка 23 художников, среди которых Исаак Бродский, Александр Дейнека, Вера Мухина, Кузьма Петров-Водкин
- 1956 — Групповая выставка 72 художников, среди которых Игорь Грабарь, Александр Дейнека, Борис Иогансон, Петр Кончаловский, Павел Корин, Илья Машков, Вера Мухина, Георгий Нисский, Юрий Пименов, Надежда Удальцова, Семён Чуйков, Кукрыниксы
- 1958 — Групповая выставка 17 художников, среди которых Евгений Вучетич, Сергей Герасимов, Кукрыниксы, Георгий Нисский, Юрий Пименов, Аркадий Пластов
- 1960 — Групповая выставка 22 художников, среди которых Александр Дейнека, Кукрыниксы, Дмитрий Моор, Вера Мухина, Андрей Мыльников, Георгий Нисский (Комиссар: Ирина Антонова)
- 1962 — Групповая выставка 12 художников, среди которых Михаил Аникушин, Сергей Конёнков, Гелий Коржев, Виктор Попков, Таир Салахов (Комиссар: Лариса Салмина)
- 1964 — Групповая выставка 42 художников, среди которых Александр Дейнека, Павел Корин, Евсей Моисеенко, Владимир Стожаров, Евгений Вучетич, Иззат Клычев
- 1966 — Групповая выставка 26 художников, среди которых Владимир Стожаров, Дмитрий Жилинский, Миша Брусиловский
- 1968 — Групповая выставка 15 художников, среди которых Дмитрий Бисти, Аркадий Пластов, Юрий Васнецов
- 1970 — Николай Андреев, Александр Дейнека
- 1972 — Групповая выставка 31 художника, среди которых Евсей Моисеенко, Кузьма Петров-Водкин, Николай Томский, Иззат Клычев
- 1976 — Групповая выставка 45 художников, среди которых Георгий Нисский, Юрий Пименов, Таир Салахов, Владимир Стожаров
- 1977 — Групповая выставка 99 художников в рамках Биеннале диссидентов, среди которых Эрик Булатов, Илья Кабаков, Андрей Монастырский, Оскар Рабин, Олег Васильев, Анатолий Зверев, Олег Лягачев-Хельги
- 1982 — Групповая выставка 32 художников, среди которых Татьяна Назаренко, Виктор Попков, Дмитрий Жилинский
- 1984 — Групповая выставка 6 художников, среди которых Николай Акимов, Александр Тышлер
- 1986 — Групповая выставка 23 художников, среди которых Дмитрий Бисти, Владимир Фаворский
- 1988 — Аристарх Лентулов
- 1990 — Групповая выставка 7 художников, среди которых Евгений Митта, Роберт Раушенберг, Айдан Салахова
- 1993 — Илья Кабаков
- 1995 — Евгений Асс, Дмитрий Гутов, Вадим Фишкин (Комиссар: Виктор Мизиано)
- 1997 — Максим Кантор (Комиссар: Константин Бохоров; куратор: Юрий Никич)
- 1999 — Сергей Бугаев (Африка), Виталий Комар и Александр Меламид (Комиссар: Константин Бохоров; кураторы: Олеся Туркина, Иосиф Бакштейн)
- 2001 — Леонид Соков, Ольга Чернышева, Сергей Шутов (Комиссар: Леонид Бажанов; куратор: Екатерина Деготь)
- 2003 — Сергей Братков, Александр Виноградов и Владимир Дубоссарский, Константин Звездочетов, Валерий Кошляков (Комиссар: Евгений Зяблов; куратор: Виктор Мизиано)
- 2005 — Группа «Провмыза», Программа «Escape» (Комиссар: Евгений Зяблов; кураторы: Ольга Лопухова, Любовь Сапрыкина)
- 2007 — AES+F, Андрей Бартенев, Георгий Франгулян, Арсений Мещеряков, Юлия Мильнер, Александр Пономарев (Комиссар: Василий Церетели; куратор: Ольга Свиблова)
- 2009 — Алексей Каллима, Андрей Молодкин, Георгий Острецов, Анатолий Журавлёв, Сергей Шеховцов, Ирина Корина, Павел Пепперштейн (Комиссар: Василий Церетели; куратор: Ольга Свиблова)
- 2011 — Андрей Монастырский и группа «Коллективные действия» (Комиссар: Стелла Кесаева; куратор: Борис Гройс)
- 2013 — Вадим Захаров (Комиссар: Стелла Кесаева; куратор: Удо Киттельманн)
- 2015 — Ирина Нахова (Комиссар: Стелла Кесаева; куратор: Маргарита Тупицына)
- 2017 — Гриша Брускин в соавторстве с Петром Айду, Игорем Вязаничевым и Константином Дудаковым-Кашуро; Recycle (арт-группа), Дмитрий Курляндский, Саша Пирогова (Комиссар: Семён Михайловский; куратор: Сильвия Бурини)
- 2019 — Александр Сокуров и Александр Шишкин-Хокусай (Комиссар: Семён Михайловский; куратор: Михаил Пиотровский)
- 2022 — выставка в павильоне не состоялась по причине вторжения России на Украину

## Российские художники в основной и параллельной программах биеннале
- 2011 Дмитрий Пригов

## Казахстанский павильон на Венецианской биеннале
Казахстан несколько раз участвовал в биеннале неофициально: в 2005 , 2007, 2011 и 2013 годах в рамках павильона стран Центральной Азии, в 2015, 2017 и 2019 годах – самоорганизованными инициативами от IADA (Международная Ассоциация Развития Искусства), Евразийского Культурного Альянса и галереи Artmeken. Среди художников, чьи работы были представлены за эти годы: Рустам Хальфин, Саид Атабеков, Елена и Виктор Воробьевы, Сергей Маслов, Алмагуль Менлибаева, Ербосын Мельдибеков, Юлия Тихонова, Гульнур Мукажанова, Галым Маданов и Зауреш Терекбай и другие.
В 2022 году Казахстан открыл свой первый официальный павильон: страну представил трансдисциплинарный коллектив ORTA, который создал для павильона экспериментальную исследовательскую станцию, вдохновлённую жизнью и творчеством Сергея Калмыкова.

## 52-я биеннале
Тема 52-й Венецианской биеннале (10 июня — 21 ноября 2007 года) — «Think with the Senses — Feel with the Mind. Art in the Present Tense». Куратор главной экспозиции биеннале — художник и арт-критик Роберт Сторр (Robert Storr), который сделал акцент на африканское искусство.
Награды 52-й Венецианской биеннале — «Золотые Львы» были присуждены:
- фотографу из Мали Малику Сидибе за пожизненный вклад в искусство
- художнику Леону Феррари (León Ferrari)[10]
- молодому участнику (моложе 40 лет) Эмили Ясир (Emily Jacir)[11]
- павильону Венгрии[12]
- критику Беньямину Бухло за достижения в области художественной критики

«Почетного упоминания» удостоились болгарин Недко Солаков (проект «Дискуссия») и павильон Литвы (проект «Вилла Литва»).
Российский павильон для 52-й биеннале подготовили куратор Ольга Свиблова и Комиссар Василий Церетели, выставочная программа называется Click «I hope». Художники — АЕС+Ф, Андрей Бартенев, Арсений Мещеряков, Юлия Мильнер, Александр Пономарев.

## 53-я Биеннале
Тема 53-й Венецианской биеннале (6 июня — 22 ноября 2009 года) — «Making Worlds». Куратор главной экспозиции биеннале — арт-критик и куратор Даниель Бирнбаум (Daniel Birnbaum). Только в основной экспозиции участвовало 90 художников, и 77 стран — в национальных павильонах.
Жюри 53-й биеннале: Джек Банковски, США (Jack Bankowsky, USA), Хоми К. Баба, Индия (Homi K. Bhabha, India), Сарат Махарай, ЮАР (Sarat Maharaj, South Africa), Юлия Восс, Германия (Julia Voss, Germany), президент жюри — Анжела Ветес, Италия (Angela Vettese, Italy).
Награды 53-й Венецианской биеннале — «Золотые Львы» были присуждены:
- «Золотой лев» — за лучшую экспозицию павильону США, представившему экспозицию «Топологические сады» (Topological Gardens) американского художника Брюса Наумана (Bruce Nauman);
- «Серебряный лев» лучшему молодому художнику — шведской художнице, живущей в Берлине, Натали Дюрберг (Nathalie Djurberg) — за экспозицию «Эксперимент» (Experimentet);
- «Золотой лев» лучшему художнику биеннале — немецкому художнику Тобиасу Ребергеру (Tobias Rehberger) за инсталляцию «То, что ты любишь, вызывает у тебя и слёзы» (Was du liebst, bringt dich auch zum Weinen).

«Золотые львы» за вклад в искусство были присуждены Йоко Оно и Джону Балдессару:

«Йоко Оно — ключевая фигура послевоенного мира. Пионер перформанса и концептуального искусства, она является одним из наиболее влиятельных художников нашего времени. Задолго до того, как она стала символом популярной культуры и активистом борьбы за мир, она создала художественные стратегии, которые оставили яркий след как в культуре её родной Японии, так и на Западе».
Оригинальный текст (англ.)Yoko Ono a key figure in post-war art. A pioneer in performance and conceptual art, she is one of the most influential artists of our time. Long before becoming an icon in popular culture and in peace activism, she developed artistic strategies that have left a lasting mark both in her native Japan and in the West.

«Джон Балдессари — один из наиболее значимых художников. Его часто называют самым авторитетным учителем в искусстве нашего времени. Кроме того, он создал совершенно своеобразный художественный язык. С 1960-х он работал в самых разных направлениях, и выдающийся корпус его работ оказал влияние на несколько поколений художников».
Оригинальный текст (англ.)John Baldessari one of today's most important visual artists. Often named the most important art teacher of our times, he has above all developed a visual language entirely his own. Since the 1960s, he has worked in many disciplines and has produced an outstanding body of work that has inspired several generations of artists.
— Информация с официального сайта 53-й биеннале

Почетное упоминание получили:
- Лижия Папе (Lygia Pape), Бразилия — за проект «Ttéia 1, C»
- Микаэль Элмгрин (Michael Elmgreen) и Ингар Драгсет (Ingar Dragset) — кураторы павильонов Дании и стран Скандинавии (Финляндии, Норвегии, Швеции) — за проект «Коллекционеры» (The Collectors)
- Минг Вонг (Ming Wong) — за выставку в павильоне Сингапура;
- Роберто Куоги (Roberto Cuoghi), Италия — за проект Mei Gui.

Одним из новшеств 53-й биеннале было активное участие в нём не только художников, но и поэтов. С 3 по 7 июня Московский поэтический клуб представил перформансы с участием русских, европейских и американских поэтов и художников. По замыслу Даниеля Бирнбаума, выступления поэтов разнообразили и обогатили основную программу Биеннале. Во время выступлений поэтов художники Александр Джикия, Аня Желудь, Катя Марголис создали на огромных листах графические произведения, в режиме реального времени иллюстрируя стихи читающих поэтов. Художница Гиула Хаджигеоргиу и архитектор Иоаннис Эпаминондас спроектировали раскладывающуюся деревянную платформу, на которой поэты и художники представили свои работы и перформансы.
Кураторы проекта — Даниель Бирнбаум, Евгений Бунимович. Координаторы — Александр Рытов (Россия), Евгений Никитин (Россия), Кристос Саввидис (Греция), Лидия Хаджиякову (Греция)

### Российские участники 53-й Биеннале
В павильоне России в саду Джардини была представлена экспозиция «Победа над будущим» (куратор — Ольга Свиблова). В неё вошли проекты семи художников, работающих в разных жанрах — живопись, скульптура и инсталляции. Это Алексей Каллима («Теорема дождя»), Андрей Молодкин («Красное и чёрное»), Гоша Острецов (Art Life или муки творчества), Анатолий Журавлёв («Черные дыры») и Сергей Шеховцов («Картуш»); Ирина Корина создала пятиметровую скульптурную композицию «Фонтан», а Павел Пепперштейн подготовил для экспонирования серию картин «Перспективы развития».
Российский фонд поддержки современного искусства Stella Art Foundation в венецианском музее искусства XVIII века Ка’Реццонико (Palazzo Ca’Rezzonico) провела выставку «Этот смутный объект искусства», на которой были представлены произведения концептуалистов и художников соц-арта.
Центр современной культуры «Гараж» представил мексиканского художника Гектора Замору, который подготовил реплику дирижабля, как бы застрявшего в узкой венецианской улице поблизости от здания Кордерия. В его проект также вошла серия графических изображений с использованием фотомонтажа, на которых в привычные венецианские виды вмонтированы дирижабли.
Московский музей современного искусства и компания New Rules при поддержке Министерства культуры Российской Федерации представили персональную выставку Александра Виноградова и Владимира Дубосарского Danger! museum («Осторожно! музей»). Художники при помощи монументальных полотен, в которых синтезируются образы ренессанса, авангарда и масс-медийные фигуры, рассказали о тайной жизни воображаемого музея.
Государственный центр современного искусства и Московский музей современного искусства представили международный проект Unconditional Love, в котором приняли участие группа АЕС+Ф, Марина Абрамович, Олимпия Скерри, Жауме Пленса, Вим Дельвуа. По замыслу организаторов, проект призван изучить личность в состоянии любви и должен заставить людей хотя бы на короткое время забыть о схемах, в которых они живут, вернуть их к истокам душевной силы.

## 58-я Биеннале
58-я Венецианская Биеннале стартовала 11 мая 2019 года. Её тема звучит так: «Возможно, вы живете в интересные времена» (May you live in interesting times). Главным куратором 58-й Биеналле стал Ральф Ругофф, который в настоящее время является директором лондонской художественной галереи «Hayward Gallery». В выставке было принято 79 художников со всего мира. Впервые в Венецианской Биеннале примут участие такие страны, как: Алжир, Гана, Мадагаскар, Малайзия, Пакистан и Доминиканская Республика .
Самой запоминающейся активность 2019 года стал проект «57 вариаций» (57 Varieties) американского художника-концептуалиста Алекса Да Корт. В новом шоу художник «примерил» на себя облики идолов, персонажей поп-культуры.
Один из интереснейших проектов стала инсталляция «Связать коралловые рифы», созданная сестрами-близнецами Маргарет и Кристины Вертейм. В нём речь идёт об известных экологических проблемах. На изготовление объектов проекта ушло 10 лет.
Закрытие выставки состоялось 24 ноября. На нем присутствовало огромное количество звезд Голливуда, ценителей искусства и множество медийных личностей. Было устроено пышное шоу в центральных и национальных павильонах.